# 1858
Het jaar 1858 is het 58e jaar in de 19e eeuw volgens de christelijke jaartelling.

## Gebeurtenissen
januari
- 14 - Aanslag op de Franse keizer Napoleon III door de Italiaanse revolutionair Felice Orsini. Er vallen acht doden en 156 gewonden, maar keizer Napoleon en keizerin Eugenie blijven ongedeerd.
- januari - De Hervormingsoorlog, een burgeroorlog tussen liberalen en conservatieven, breekt uit in Mexico.

februari
- 11 - Nabij het Franse bergdorpje Lourdes verschijnt de Heilige Maagd Maria aan het boerenmeisje Bernadette Soubirous, dit doet zich nog achttien maal voor.

maart
- 17 - Oprichting op St. Patrick's Day van de Irish Republican Brotherhood, een organisatie die strijdt voor de onafhankelijkheid van Ierland van het Verenigd Koninkrijk.
- 18 - In Nederland wordt een nieuw kabinet beëdigd: het kabinet-Rochussen-Van Bosse.

mei
- 8 - De Zuid-Afrikaanse boerenrepublieken Utrecht en Lydenburg gaan samen.
- 11 - Minnesota treedt als 32e staat toe tot de Verenigde Staten van Amerika.

juni
- 23 - Het joodse jongetje Edgardo Mortara in Bologna wordt op last van de katholieke kerk weggehaald bij zijn ouders, omdat hij door het katholieke dienstmeisje heimelijk is gedoopt en niet door joden mag worden opgevoed. Dit is het begin van een slepend conflict tussen de Heilige Stoel en joodse organisaties met steun van vele overheden.

juli
- 21 - Ontmoeting van Plombières tussen de Franse keizer Napoleon III en graaf Camillo Benso di Cavour, de eerste minister van Piëmont-Sardinië.

augustus
- 2 - Met de Government of India Act gaat het bestuur over India over van de East India Company naar de Engelse Kroon.
- 5 - De eerste trans-Atlantische telegraafkabel komt gereed.
- 16 - Koningin Victoria stuurt een telegram aan de Amerikaanse president James Buchanan. Ze wenst hem in 99 woorden geluk met de ingebruikname van de trans-Atlantische telegraafkabel. Haar tekst doet 17.14 minuten over het traject, maar de morseseinen zijn te onduidelijk. Pas na een halve dag kan de boodschap worden aangeboden aan de president. Na 36 uur heeft de koningin antwoord.

september
- 8 - Nederlandse koloniale troepen vallen het kleine sultanaat Djambi binnen. Sultan Taha vlucht naar het binnenland.
- september - Een poging om door een hogere spanning de doorgifte van elektrische signalen door de trans-Atlantische telegraafkabel te versnellen leidt tot onbruikbaarheid van de kabel. In een maand zijn er 400 telegrammen verzonden. Een volgend project zal door de Amerikaanse burgeroorlog nog 8 jaar op zich laten wachten.

oktober
- 21 - Première van de opera Orpheus in de onderwereld van Jacques Offenbach.
- 23 - Felix Nadar maakt vanuit een luchtballon een foto van de Place de l'Etoile. Het is de eerste luchtfoto.

november
- 2 - De eerste Nederlandse fabriek van bietsuiker gaat van start in Zevenbergen.
- 7 - Nederlandse eenheden bestormen en veroveren de benteng van de Panglima Besaar te Retah op Oost-Sumatra.

december
- december -  De Amerikaanse schaker Paul Morphy speelt de grote match tegen Anderssen te Parijs, die hij met 8-3 wint.

zonder datum
- Na het zeer droge jaar 1857 is 1858 opnieuw droog. De zomer is daarnaast met 17,3 graden vrij warm. Juni is zelfs de warmste juni sinds de metingen in 1706 begonnen met 18,8 graden gemiddeld.[1] In Europa heerst grootte droogte.[2][3]
- Oprichting van de Egyptische Oudheidkundige Dienst en het Egyptisch museum te Caïro door Auguste Mariette.
- Aankomst eerste 500 contractarbeiders uit China in Suriname.
- De Verenigde Staten van Amerika beginnen met het inrichten van indianenreservaten.
- Verkiezing door de Maori van hun eerste koning Potatau Te Wherowhero. Hij moet gaan onderhandelen met de Britse kolonisatoren, die de inwoners van Nieuw-Zeeland veel land afhandig hebben gemaakt.
- Op hun zoektocht naar de bronnen van de Nijl ontdekken de Britten Richard Burton en John Hanning Speke het Tanganyikameer. Speke reist verder en bereikt het Victoriameer.
- In Woodingdean (Brighton and Hove, Verenigd Koninkrijk) begint men aan de bouw van wat de diepste hand gegraven waterput ter wereld zal worden, de Woodingdean Waterput zal een diepte van 390 meter bereiken.

## Muziek
- Doordat op de bruiloft van de Pruisische kroonprins Frederik Willem met prinses Victoria van Engeland de Bruidsmars uit Lohengrin wordt uitgevoerd, vindt dit stuk een eigen plaats in de muziekwereld.
- Jacques Offenbach schrijft de operette Mesdames de la Halle
- Freiherr Friedrich von Flotow schrijft het ballet Die Gruppe des Thetis

## Beeldende kunst

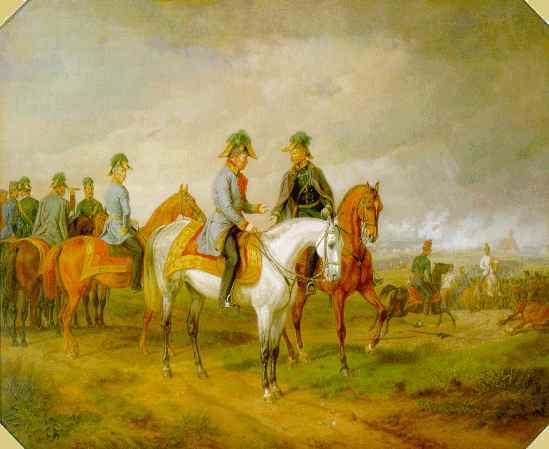
Slag bij Novara (1858) Albrecht Adam

## Bouwkunst

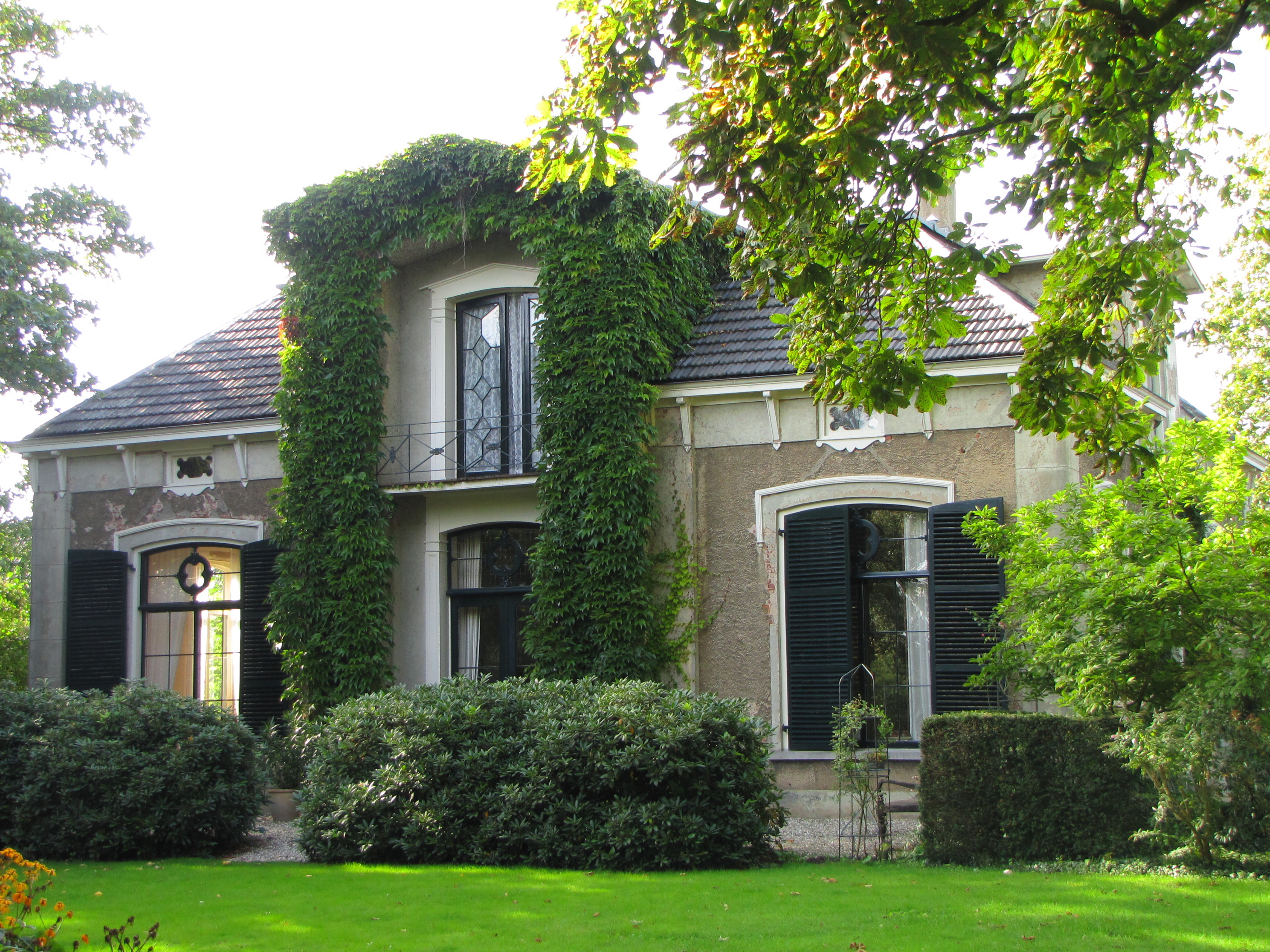
Pastorie, Etten (1858)

## Geboren
januari
- 7 - Eliëzer Ben-Jehoeda, Litouws-Palestijns-Joods taalkundige, grondlegger van het modern Hebreeuws (overleden 1922)
- 27 - Neel Doff, Franstalig Nederlands schrijfster (overleden 1942)

februari
- 6 - Henry Appenzeller, Amerikaans predikant en zendeling (overleden 1902)
- 15 - Marcella Sembrich, Pools operazangeres (overleden 1935)
- 18 - Louise van België, prinses van België (overleden 1924)
- 19 - Charles Eastman (Ohiyesa), Sioux auteur (overleden 1939)

maart
- 1 - Mathieu Kessels, Nederlands componist, dirigent, muziekuitgever en schrijver (overleden 1932)
- 1 - Georg Simmel, Duits filosoof en socioloog (overleden 1918)
- 3 - C. Joh. Kieviet, Nederlands onderwijzer en schrijver (overleden 1931)
- 8 - Ruggero Leoncavallo, Italiaans componist (overleden 1919)
- 13 - Maximilien Luce, Frans kunstschilder (overleden 1941)
- 18 - Rudolf Diesel, Duits uitvinder (overleden 1913)
- 21 - Hendrik Langens, Belgisch politicus (overleden 1933)
- 28 - Willem Alberda van Ekenstein, Nederlands scheikundige (overleden 1937)

april
- 1 - Arnold Aletrino, Nederlands schrijver en arts (overleden 1916)
- 3 - Gerrit van Arkel, Nederlands architect (overleden 1918)
- 3 - Max Planck, Duits natuurkundige en Nobelprijswinnaar (overleden 1947)
- 4 - Remy de Gourmont, Frans schrijver, dichter en criticus (overleden 1915)
- 18 - Flori Van Acker, Vlaams kunstschilder (overleden 1940)

mei
- 17 - Mary Adela Blagg, Engels astronoom (overleden 1944)
- 24 - Johan Braakensiek, Nederlands kunstschilder en illustrator (overleden 1940)

juni
- 12 - Henry Scott Tuke, Engelse schilder (overleden 1929)
- 18 - Hector Rason, 7e premier van West-Australië (overleden 1927)

juli
- 7 - Raymond-Célestin Bergougnan, Frans ondernemer (overleden 1942)
- 15 - Emmeline Pankhurst, oprichtster Britse suffragettes (overleden 1928)
- 16 - Eugène Ysaÿe, Belgisch violist en componist (overleden 1931)
- 31 - Richard Dixon Oldham, Engels geoloog en seismoloog (overleden 1936)

augustus
- 2 - Rudolf van Oostenrijk, kroonprins van Oostenrijk-Hongarije, inspecteur-generaal in het leger en aartshertog van Habsburg (overleden 1889)
- 2 - Emma van Waldeck-Pyrmont, prinses van Oranje-Nassau, prinses van Waldeck-Pyrmont; echtgenote van koning Willem III; 1879-1890 koningin en 1890-1898 koningin-regentes van Nederland (overleden 1934)
- 11 - Christiaan Eijkman, Nederlands arts, patholoog en Nobelprijswinnaar (overleden 1930)
- 15 - Maarten Maartens, Engelstalig Nederlands schrijver (overleden 1915)
- 15 - Emma Calvé, Frans sopraan (overleden 1942)
- 22 - Agostino Zampini, Italiaans bisschop (overleden 1937)

september
- 1 - Carl Auer von Welsbach, Oostenrijks wetenschapper en uitvinder (overleden 1929)
- 12 - Fernand Khnopff, Belgisch symbolistisch schilder (overleden 1921)
- 15 - Charles de Foucauld, Frans soldaat, ontdekkingsreiziger, trappist, taalkundige en kluizenaar (overleden 1916)

oktober
- 3 - Eleonora Duse, Italiaans toneelspeelster (overleden 1924)
- 4 - Michael Pupin, Servisch-Amerikaans natuurkundige (overleden 1935)
- 9 - Gerard Philips, Nederlands ondernemer, een van de oprichters van de Philips Gloeilampen Fabrieken N.V. (overleden 1942)
- 15 - John L. Sullivan, Amerikaans bokser (overleden 1918)
- 27 - Waldemar van Denemarken, jongste zoon van de Deense koning Christiaan IX (overleden 1939)
- 27 - Theodore Roosevelt, 26ste president van de Verenigde Staten en winnaar Nobelprijs voor de Vrede (overleden 1919)
- 31 - Maximilian Njegovan, Oostenrijks-Hongaars marineofficier (overleden 1930)

november
- 5 - Johan Mutters, Nederlands architect (overleden 1930)
- 10 - Adelgunde van Bragança, hertogin van Guimarǎes, Portugees prinses (overleden 1946)
- 11 - Martin Delgado, Filipijns generaal (overleden 1918)
- 26 - Katharine Drexel, Amerikaans ordestichtster en heilige (overleden 1955)
- 28 - William Stanley Jr., Amerikaans uitvinder en elektrotechnicus (overleden 1916)

december
- 12 - Valeriano Hernandez, Filipijns schrijver (overleden 1922)
- 22 - Giacomo Puccini, Italiaans componist (overleden 1924)

## Overleden
januari
- 5 - Josef Radetzky (91), Oostenrijks legeraanvoerder
- 19 - Maurits Cornelis van Hall (89), Nederlands advocaat, rechter, politicus, dichter, vertaler en letterkundige
- 27 - De Schoolmeester (Gerrit van der Linde) (49), Nederlands dichter

februari
- 23 - Vicente Ramón Roca (65), Ecuadoraans politicus

april
- 2 - Ralph Darling (circa 86), Brits militair en koloniaal ambtenaar

juni
- 15 - Ary Scheffer (63), Nederlands-Frans kunstschilder
- 17 - Rani Lakshmibai (29), Indiaas koningin en rebel
- 25 - Johannes Rudolf Roth (42), Duits zoöloog en ontdekkingsreiziger

juli
- 3 - Aleksandr Ivanov (51), Russisch kunstschilder
- 5 - Valentín Gómez Farías (77), Mexicaans president (1833 en 1846-1847)

oktober
- 12 - Ando Hiroshige (61), Japans ukiyo-e-kunstenaar

december
- 20 - Paul Étienne de Villiers du Terrage (84), Frans ambtenaar

## Weerextremen in België
- 5 juni: hoogste maximumtemperatuur ooit op deze dag: 30,8 °C.
- 9 juni: hoogste maximumtemperatuur ooit op deze dag: 30 °C.
- 14 juni: hoogste etmaalgemiddelde temperatuur ooit op deze dag: 23,4 °C.
- 15 juni: hoogste etmaalgemiddelde temperatuur ooit op deze dag: 26,2 °C en hoogste maximumtemperatuur: 32,5 °C.
- 16 juni: hoogste etmaalgemiddelde temperatuur ooit op deze dag: 24,9 °C en hoogste maximumtemperatuur: 30,2 °C.
- 22 november: laagste etmaalgemiddelde temperatuur ooit op deze dag: -3,9 °C.
- 23 november: laagste etmaalgemiddelde temperatuur ooit op deze dag: -7,1 °C en laagste minimumtemperatuur: -10,5 °C.
- 24 november: laagste minimumtemperatuur ooit op deze dag: -7,8 °C.
- november: dit is qua gemiddelde temperatuur de koudste novembermaand ooit, meer dan 5 graden minder dan normaal: 0,9 °C (normaal 6.1 °C).